# (16960) 1998 QS52
A (16960) 1998 QS52 egy földközeli kisbolygó. A LINEAR projekt keretében fedezték fel 1998. augusztus 25-én.